# Кэнкю
Кэнкю (яп. 建久 кэнкю:) — девиз правления (нэнго) японских императоров Го-Тоба и Цутимикадо, использовавшийся с 1190 по 1199 год .

## Продолжительность
Начало и конец эры:
- 11-й день 4-й луны 6-го года Бундзи (по юлианскому календарю — 16 мая 1190);
- 27-й день 4-й луны 10-го года Кэнкю (по юлианскому календарю — 23 мая 1199).

## Происхождение
Название нэнго было заимствовано:
- из 7-го цзюаня «У Чжи» (кит. 呉志, пиньинь Wú zhì):「安国和民建久長之計」[3];
- из 46-го цзюаня «Цзинь Шу»:「建久安於万歳、垂長世於無窮」[3].

## События
даты по юлианскому календарю
- 5 декабря 1190 года (7-й день 11-й луны 1-го года Кэнкю) — в столицу Хэйан-кё прибыл Минамото-но Ёритомо, где в девятый день той же луны он был удостоен титула дайнагона, а в одиннадцатый день той же луны к титулу дайнагона добавили звание военачальника Правой стражи. Однако вскоре он отказался от обоих этих почетных званий и отбыл назад, в Камакуру[5];
- 26 апреля 1192 года (13-й день 3-й луны 3-го года Кэнкю) — дайдзё тэнно Го-Сиракава скончался в возрасте 66 лет[5]; Он был отцом или дедом пяти императоров, среди которых: 78-й император Нидзё; 79-й — Рокудзё; 80-й — Такакура; 81-й — Антоку и 82-й император Японии Го-Тоба;
- 21 августа 1192 года (12-й день 7-й луны 3-го года Кэнкю) — Минамото-но Ёритомо назначен главнокомандующим сил для борьбы с варварами;
- 18 февраля 1198 года (11-й день 1-й луны 9-го года Кэнкю) — император Тоба отрёкся от престола; трон перешёл к его старшему сыну;
- 1198 год (3-я луна 9-го месяца) — на престол взошёл новый император Цутимикадо[6];
- 9 февраля 1199 (13-й день 1-й луны 10-го года Кэнкю) — в возрасте 53 лет в Камакуре скончался сёгун Ёритомо[5].

## В литературе
События этой эпохи попали на страницы следующих произведений:
- Повесть о доме Тайра;
- Мумёдзоси (яп. 無名草子, Безымянные записки), одна из рукописей которого называется Кэнкю-моногатари (яп. 建久物語), по названию эры, в которую она была написана;
- Хякурэнсё (яп. 百錬抄, Зеркало, отполированное сотню раз) — запись о событиях с 1126 по 1259 годы, произведение периода Камакура.

## Сравнительная таблица
Ниже представлена таблица соответствия японского традиционного и европейского летосчисления. В скобках к номеру года японской эры указано название соответствующего года из 60-летнего цикла китайской системы гань-чжи. Японские месяцы традиционно названы лунами.
| 1-й год Кэнкю (Металлическая Собака) | 1-я луна*       | 2-я луна   | 3-я луна* | 4-я луна  | 5-я луна  | 6-я луна* | 7-я луна               | 8-я луна*  | 9-я луна              | 10-я луна* | 11-я луна  | 12-я луна*    |                         |
| ------------------------------------ | --------------- | ---------- | --------- | --------- | --------- | --------- | ---------------------- | ---------- | --------------------- | ---------- | ---------- | ------------- | ----------------------- |
| Юлианский календарь                  | 7 февраля 1190  | 8 марта    | 7 апреля  | 6 мая     | 5 июня    | 5 июля    | 3 августа              | 2 сентября | 1 октября             | 31 октября | 29 ноября  | 29 декабря    |                         |
| 2-й год Кэнкю (Металлическая Свинья) | 1-я луна        | 2-я луна*  | 3-я луна* | 4-я луна  | 5-я луна  | 6-я луна* | 7-я луна               | 8-я луна   | 9-я луна*             | 10-я луна  | 11-я луна* | 12-я луна     | 12-я луна* (високосная) |
| Юлианский календарь                  | 27 января 1191  | 26 февраля | 27 марта  | 25 апреля | 25 мая    | 24 июня   | 23 июля                | 22 августа | 21 сентября           | 20 октября | 19 ноября  | 18 декабря    | 17 января 1192          |
| 3-й год Кэнкю (Водяная Крыса)        | 1-я луна        | 2-я луна*  | 3-я луна* | 4-я луна  | 5-я луна* | 6-я луна  | 7-я луна               | 8-я луна*  | 9-я луна              | 10-я луна  | 11-я луна* | 12-я луна     |                         |
| Юлианский календарь                  | 15 февраля 1192 | 16 марта   | 14 апреля | 13 мая    | 12 июня   | 11 июля   | 10 августа             | 9 сентября | 8 октября             | 7 ноября   | 7 декабря  | 5 января 1193 |                         |
| 4-й год Кэнкю (Водяной Бык)          | 1-я луна*       | 2-я луна   | 3-я луна* | 4-я луна* | 5-я луна  | 6-я луна* | 7-я луна               | 8-я луна*  | 9-я луна              | 10-я луна  | 11-я луна  | 12-я луна*    |                         |
| Юлианский календарь                  | 4 февраля 1193  | 5 марта    | 4 апреля  | 3 мая     | 1 июня    | 1 июля    | 30 июля                | 29 августа | 27 сентября           | 27 октября | 26 ноября  | 26 декабря    |                         |
| 5-й год Кэнкю (Деревянный Тигр)      | 1-я луна        | 2-я луна*  | 3-я луна  | 4-я луна* | 5-я луна* | 6-я луна  | 7-я луна*              | 8-я луна*  | 8-я луна (високосная) | 9-я луна   | 10-я луна  | 11-я луна*    | 12-я луна               |
| Юлианский календарь                  | 24 января 1194  | 23 февраля | 24 марта  | 23 апреля | 22 мая    | 20 июня   | 20 июля                | 18 августа | 16 сентября           | 16 октября | 15 ноября  | 15 декабря    | 13 января 1195          |
| 6-й год Кэнкю (Деревянный Кролик)    | 1-я луна        | 2-я луна*  | 3-я луна  | 4-я луна* | 5-я луна* | 6-я луна* | 7-я луна               | 8-я луна*  | 9-я луна              | 10-я луна  | 11-я луна* | 12-я луна     |                         |
| Юлианский календарь                  | 12 февраля 1195 | 14 марта   | 12 апреля | 12 мая    | 10 июня   | 9 июля    | 7 августа              | 6 сентября | 5 октября             | 4 ноября   | 4 декабря  | 2 января 1196 |                         |
| 7-й год Кэнкю (Огненный Дракон)      | 1-я луна        | 2-я луна   | 3-я луна* | 4-я луна  | 5-я луна* | 6-я луна* | 7-я луна               | 8-я луна*  | 9-я луна*             | 10-я луна  | 11-я луна  | 12-я луна*    |                         |
| Юлианский календарь                  | 1 февраля 1196  | 2 марта    | 1 апреля  | 30 апреля | 30 мая    | 28 июня   | 27 июля                | 26 августа | 24 сентября           | 23 октября | 22 ноября  | 22 декабря    |                         |
| 8-й год Кэнкю (Огненная Змея)        | 1-я луна        | 2-я луна   | 3-я луна* | 4-я луна  | 5-я луна* | 6-я луна  | 6-я луна* (високосная) | 7-я луна   | 8-я луна*             | 9-я луна*  | 10-я луна  | 11-я луна*    | 12-я луна               |
| Юлианский календарь                  | 20 января 1197  | 19 февраля | 21 марта  | 19 апреля | 19 мая    | 17 июня   | 17 июля                | 15 августа | 14 сентября           | 13 октября | 11 ноября  | 11 декабря    | 9 января 1198           |
| 9-й год Кэнкю (Земляная Лошадь)      | 1-я луна        | 2-я луна*  | 3-я луна  | 4-я луна  | 5-я луна* | 6-я луна  | 7-я луна*              | 8-я луна   | 9-я луна*             | 10-я луна* | 11-я луна  | 12-я луна*    |                         |
| Юлианский календарь                  | 8 февраля 1198  | 10 марта   | 8 апреля  | 8 мая     | 7 июня    | 6 июля    | 5 августа              | 3 сентября | 3 октября             | 1 ноября   | 30 ноября  | 30 декабря    |                         |
| 10-й год Кэнкю (Земляная Коза)       | 1-я луна        | 2-я луна   | 3-я луна* | 4-я луна  | 5-я луна* | 6-я луна  | 7-я луна               | 8-я луна*  | 9-я луна              | 10-я луна* | 11-я луна  | 12-я луна*    |                         |
| Юлианский календарь                  | 28 января 1199  | 27 февраля | 29 марта  | 27 апреля | 27 мая    | 25 июня   | 25 июля                | 24 августа | 22 сентября           | 22 октября | 20 ноября  | 20 декабря    |                         |

* звёздочкой отмечены короткие месяцы (луны) продолжительностью 29 дней. Остальные месяцы длятся 30 дней.